# Oldsmobile Intrigue
El Oldsmobile Intrigue fue un automóvil sedán de tamaño medio fabricado entre 1998 y 2002 por Oldsmobile (división de General Motors). Las Señales del diseño del Intrigue fueron vistos por primera vez en 1995 con el concept Oldsmobile Antares. El Intrigue fue la primera víctima en el proceso de eliminación de Oldsmobile.
El Aurora e Intrigue fueron diseñados para competir más con los automóviles de Japón, el Intrigue sustituyó al envejecido Cutlass Supreme. Entró en producción el 5 de mayo de 1997 para venderse como modelo 1998. El Intrigue fue similar a una amplia gama de sedanes de tamaño medio de otras divisiones de GM, incluyendo el Buick Century, Buick Regal, Chevrolet Impala, Chevrolet Monte Carlo y el Pontiac Grand Prix. El Intrigue estaba disponible en tres niveles de equipamiento: base GX, GL de nivel medio, y GLS de alta gama.